# Salón Nikon

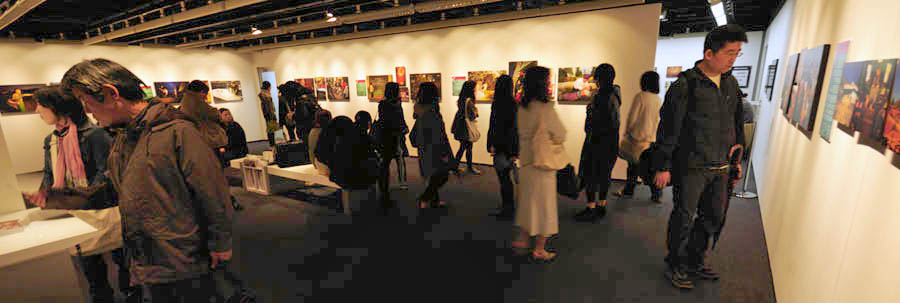
El Salón Nikon Shinjuku en Tokio

El Salón Nikon (ニコンサロン, Nikon saron) es el nombre dado a los espacios de exposiciones y actividades ofrecidas por Nikon en Japón. Se trata de diversos espacios que comparten parte de su nombre.
El Salón Nikon Ginza (ubicado en Ginza, Tokio) abrió en enero de 1968 (con una exposición del trabajo de Ihei Kimura) para celebrar el 50.º aniversario de la empresa Nippon Kōgaku (más tarde rebautizada como Nikon). Después se abrieron el Salón Nikon Shinjuku (en Shinjuku, Tokio) y el Salón Nikon Osaka (en Umeda, Osaka). El Salón Nikon también presenta el concurso bianual de fotografía internacional, ofrece revisiones de portafolios libres y es un espacio que acoge la exposición de los mejores premios como el Premio Ina Nobuo, o el Premio Miki Jung o los dos premios Inspiración Miki Jun que pueden contemplarse cada mes de diciembre. Los espacios del Salón Nikon están abiertos a los fotógrafos que podrían utilizar cualquier marca de cámara.